# Dominio (sociologia)
In sociologia, il dominio (dal latino dominus) è una qualsiasi forma di controllo o possesso che consiste in una situazione in cui un individuo o un gruppo è in grado di imporre le proprie idee, leggi, norme, verità, posizioni o convinzioni usando la persuasione, le minacce, la forza o qualsiasi altro mezzo.
Impone una propria autorità e può avere come sfondo la paura del dominato di perdere le sue fonti di sussistenza più elementari e/o di subire per sé o per i propri cari qualche tipo di danno o lesione, sebbene non si possa escludere un sentimento malsano del dominante o dei dominanti nei confronti dell'umiliazione e della sofferenza del dominato. Il dominio è legato alla lotta di classe, all'alienazione, all'acculturazione forzata, all'esclusione sociale e alla discriminazione. Gli opposti del dominio sono l'obbedienza e la sottomissione o subordinazione.

## Secondo Max Weber
Max Weber, nel suo saggio La politica come professione, distingueva il dominio in tre tipi di potere:
- Potere tradizionale: basato sulla tradizione e sui costumi della comunità;
- Potere carismatico: basato sulla personalità del leader;
- Potere legale-razionale: basato sulla legge e sulla ragione.

## BDSM
Nel campo del BDSM, il dominio significa che qualcuno può ottenere il controllo su altre persone o su una situazione attraverso l'applicazione di determinati metodi fisici o psicologici, o lo fa effettivamente, purché l'altra persona rinunci volontariamente al controllo fino a quel punto. In questo contesto, la controparte della parte dominante è la parte sottomessa.